# 及物格
及物格（Transitive case，简称 TRA）是一个语法格，常见于及物格语言，用来标记及物动词的施事论元和受事论元。
及物格十分罕见，只有鲁善语等少数及物格语言拥有这个格。:36:125在鲁善语中，及物格只出现在过去时，且相对的不及物格是无标记的；在现在时中则呈现典型的主宾型配列。